# Косяченко Олексій Іванович
Косяченко Олексій Іванович (17 березня 1880, Одеса, Російська імперія — після 1947, ?) — старшина Дієвої Армії УНР.

## Життєпис
Народився в місті Одеса. Походив із селянської родини.
Закінчив 6-класне міське училище, при Рішельєвській гімназії витримав іспит на звання однорічника 2-го розряду. У жовтні 1897 року вступив до 60-го піхотного Замостянського полку у місті Одеса. Закінчив Одеське піхотне юнкерське училище у 1900 році, вийшов підпрапорщиком до 52-го піхотного Віленського полку у місті Феодосія. Закінчив Військово-інтендантську академію у 1912 році, служив у Київському окружному інтендантському управлінні. З 1914 року — в інтендантському управлінні 15-го корпусу. Під час Першої світової війни служив у інтендантських управліннях 8-ї та 3-ї армій. З 1916 року — дивізійний інтендант 8-ї Сибірської стрілецької дивізії. З 1917 року — помічник начальника інтендантського управління Північного фронту. Останнє звання у російській армії — полковник.
З літа 1918 року — член комісії з розбору військового майна у Проскурові. З жовтня 1918 року — помічник начальника постачання Корпусу кордонної охорони Української Держави. 3 травня 1919 року був призначений начальником постачання Північної групи Дієвої Армії УНР, однак через два тижні повернувся на попередню посаду.
Восени 1919 року виїхав до Одеси, де у лютому 1920 року був мобілізований до РСЧА. На службі в РСЧА займав посади: голови Київської окружної віиськово-господарчої приймальної комісії, завідувача складів та майстерень Київського окружного військово-господарчого управління, викладача Київської вищої військово-педагогічної школи. У грудні 1922 року був демобілізований.
Працював у Київському губфінвідділі. З кінця 1929 року — інженер київської палати мір та ваги. У 1929–1931 роках — за сумісництвом викладач військових дисциплін Київського інституту народного господарства. 26 січня 1931 року був заарештований у справі «Весна» (т. зв. контрреволюційна змова колишніх офіцерів). 29 квітня 1931 року був звільнений з забороною на три роки жити в Україні, Москві, Леніграді, Північному Кавказі та прикордонних округах. У 1945–1947 роках жив у Львові.
Подальша доля невідома.